# Bernard I. z Besalú
Bernard I. z Besalú (fl. 977 – 1020), zvaný Taillefer (Bernat Tallaferro), byl od roku 988 do své smrti hrabětem z Besalú v Katalánsku. Narodil se jako nejstarší syn Oliby Cabrety a jeho manželky Ermengardy de Vallespir, a stal se nástupcem svého otce v Besalú, zatímco jeho mladší bratři Oliba a Wifred zdědili Berga-Ripoll a Cerdanyi-Conflent.

## Mládí a následnictví
Bernardova první veřejná akce se uskutečnila za otcovy vlády, když spolu se svou matkou svědčil donaci kostela svatého Vincenta Mira II. kostelu v Besalú 12. dubna 977. Podle dochované listiny Miro ... hrabě a biskup udělil kostel svatého Vincenta kostelu Besalú se souhlasem hraběnky Ermengardy a jejího syna Bernarda. Bernard byl také spolu se svými bratry svědkem, když jeho rodiče 15. ledna 981 darovali nějaký majetek Sant Llorenç de Bagà. Oliba Cabreta zanechal svým synům silné knížectví, pravděpodobně nejsilnější v Katalánsku. Jeho kontrola se rozšířila na velké katalánské kláštery Santa María de Ripoll, Saint-Michel de Cuxa, Sant Joan de les Abadesses, Lagrasse, Arles de Tec, Banyoles a Camprodon.
Nebyl ještě zcela dospělý, když jeho otec abdikoval a se stal mnichem v Montecassinu (988), protože on i bratr Wifred zůstali pod ochranou papeže, Jana XV. Spolu s Besalú Bernard zdědil Fenouillèdes a Peyrepertuse v hrabství Carcassonne, kam jeho otec rozšířil mocenskou základnu své dynastie. Po smrti své matky zdědil také Vallespir.

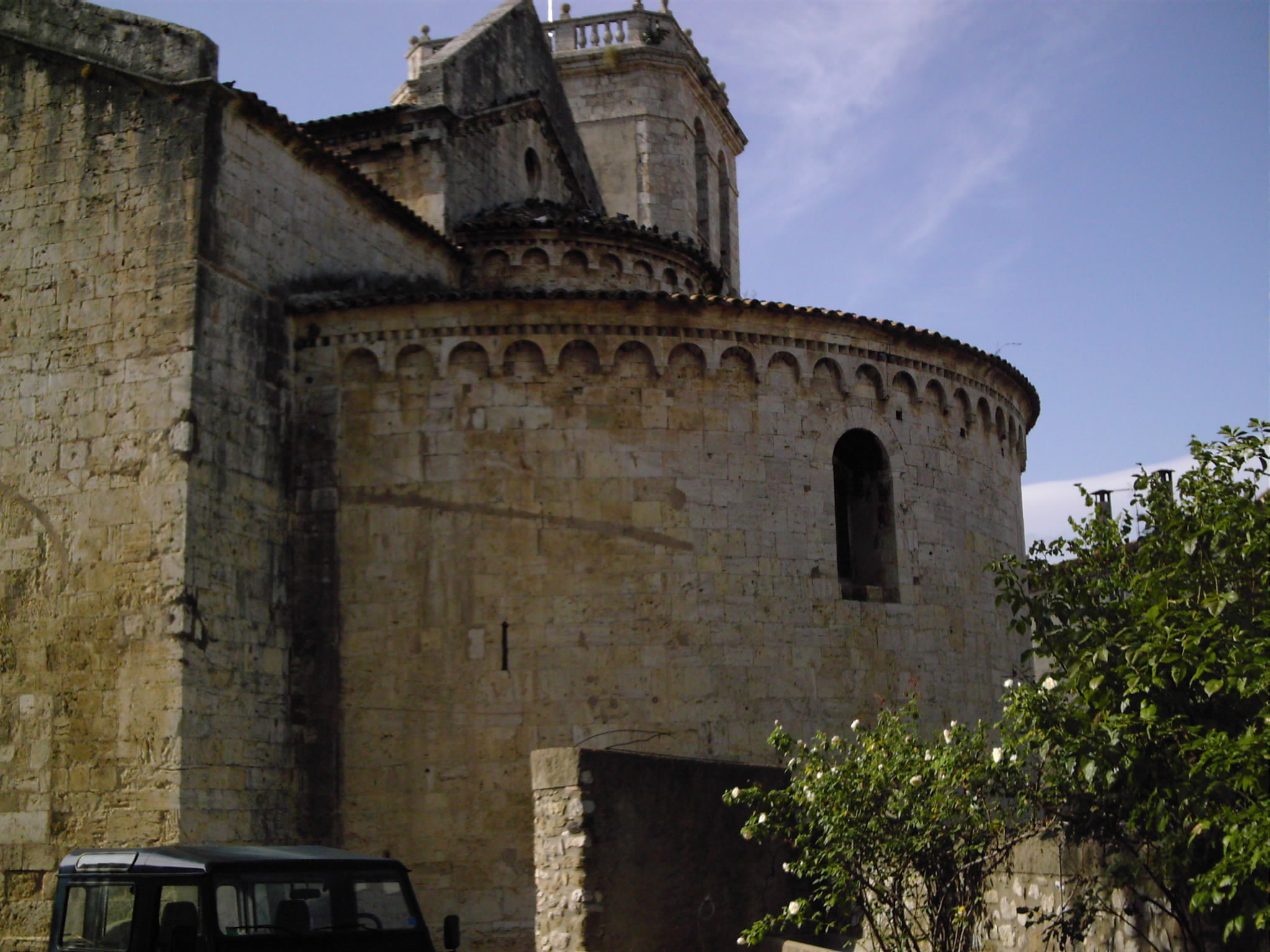
Zadní exteriér lodi kostela Sant Pere, který byl přestavěn a znovu zasvěcen za Bernardovy vlády v roce 1003.

## Církevní politika
Navzdory kontrole velkých klášterů nekontrolovala rodina Oliby Cabrety biskupství. Bernard a jeho bratři to chtěli okamžitě změnit. Mladší bratr Berengar byl ustanoven elneským biskupem (993) a bratr Oliba přenechal hrabství Berga Wifredovi a hrabství Ripoll Bernardovi a vstoupil do kláštera Ripoll (1003). Nakonec se stal biskupem z Vic (1018). Za velkou sumu peněz pak Bernard a Wifred získali arcidiecézi Narbonne pro Wifredova druhého syna, také Wifreda (1016).
V roce 998 se Bernard připojil k hraběti Ermengolovi I. z Urgellu na pouti do Říma. Tam se účastnili synody konané pod záštitou císaře Oty III. Ermengol se vrátil do Říma znovu v roce 1001. Na přelomu roku 1016 a 1017 Bernard a velký doprovod, který zahrnoval jeho syny Viléma a Wifred, jeho bratra Olibu, vikomty z Besalú, Fenouillèdes a Vallespir, právníka Ponse Bonfilla, opata Adalbert a mnoho dalších hodnostářů a prelátů, odjeli oslavit Vánoce do Říma do baziliky svatého Petra. Bernard tam požádal papeže Benedikta VIII., aby vytvořil biskupskou stolici v Besalú. Obvinil také jeptišky ze Sant Joan z nevhodného chování, a protože se odmítly dostavit před papežský tribunál, Benedikt jejich klášter potlačil, nazval meretrius de Venus (bnevěstincem) a místo toho ustanovil některé mnichy pod vládou Cách a poslal je Bernardovi. Bulou určenou novému biskupovi vytvořil Benedikt Bernardovo požadované biskupství. Hrabě pak zaplatil, aby tam nechal nastolit svého druhého syna Wifreda. Ačkoli byl Wifred nezletilý, byl vysvěcen samotným papežem. Papež dal Bernardovi dokonce vybrat diecézní sídlo, které umístil do Besalú, do tamějšího Adalbertova kláštera. Tomuto klášteru byla podrobena nová komunita v Sant Joan. Z Říma Bernard přivezl relikvii svatého Kříže (Santes Creus, lignum Crucis) a uložil ji v Adalbertově benediktinském kostele, který již vlastnil oltáře zasvěcené svatému Vincencovi, Sant Salvadorovi, Santa Marii, svatému Genesiovi a archandělu Michaelovi.
Kolem roku 1000 Bernard založil klášter v Sant Pau ve Fenouillèdes a jeho správu svěřil Wifredovi, opatovi z Cuixà. V roce 1003 hrabě převedl starobylou mnišskou komunitu ze Sant Aniol d'Aguja do Sant Llorenç del Mont. 23. září 1003 Bernard vysvětil Cáchami ovládaný kostel Sant Pere v Besalú, přestavěný v románském stylu.
Bernardův vztah s církví byl neobvyklý. Ve dvou rozsudcích vydaných jeho dvorem v roce 1002 a 1004 začíná seznam konfirmantů čtyřmi opaty, všemi postavami u dvora. V listině z února 1017 Bernard poznamenal, že papež držel žezlo světa, ale v duchu nezávislosti dodal: "ať nikdo, ani sám papež, ani generální koncil, neporuší podmínky tohoto dokumentu".

## Vojenské zásahy
V roce 1003 se Bernard účastnil obranného tažení - popisovaného jako "svatá válka" nebo "křížová výprava" - v němž byla poražena invazní córdobská armáda v bitvě u Thoranum castrum. Podle raného zdroje (1043) Bernard před bitvou uvažoval, že pokud svatí Petr a Michael a Panna Maria zabijí každý 5 000 muslimů, zbude pro vojáky zvládnutelný počet. Dále připomíná, že muslimové jsou často zabíjeni dříve, než mají šanci ustoupit. Nakonec se Córdobané stáhli na své území, kde byla svedena druhá bitva u Albesy. Výsledek této druhé bitvy je nejasný, ale pravděpodobně byl nepříznivý pro křesťany; nicméně byl to konec krátké války, a možná také období tažení. Bernardovu přítomnost v této druhé bitvě lze předpokládat na základě přítomnosti jeho bratra Berengara, který v ní zemřel.
Když v roce 1014 zemřel Giselbert I. z Roussillonu a jeho bratr Hugo I. z Empúries napadl hrabství Roussillon a pokusil se ho vyrvat z rukou Giselbertova malého syna Gausfreda II., požádal mladý hrabě o pomoc Bernarda a Olibu. Prostřednictvím jejich zásahu se Hugo a Gausfred v roce 1020 vyrovnali.

## Správa
V roce 1005 začal Bernard používat titul princ (princeps, titul odvozený od slova panovník). Jeho bratr Oliba, aby zvěčnil jeho památku, ho nazýval princeps et pater patriae: panovník a otec vlasti. Oliba také chválil jeho spravedlivý úsudek. V roce 1015 začal Bernard používat titul vévoda (dux), který implikoval vojenské a dokonce etnické vedení, ale neuzurpoval si královskou hodnost.
Během Bernardovy vlády v Besalú existují důkazy o trvalém spoléhání se na Liber iudiciorum Vizigótů a na franský soudní systém založený Karlovci. Existují také nejstarší důkazy o nových soudních řízeních, z nichž některé již byly vyvinuty v Okcitánii, jako je soud procures et boni homines, vzdání se vlastnických práv známé jako guirpitio a dohoda zvaná pacto nebo conventio. Bernard razil svou vlastní měnu, ale nedochovaly se žádné příklady, jediný důkaz o tom je dokumentární. Pozdější mince jeho vnuka a jmenovce Bernarda II. obsahují vyobrazení kříže, který představuje relikvii, kterou Bernard I. získal v Římě. Bernard byl také prvním katalánským hrabětem, který měl svou vlastní pečeť, napodobující stylem karolínské císaře a franské krále. Ačkoli poslední jmenovaní byli jeho nominálními panovníky, existence takové pečeti naznačuje, že civilní autorita spočívala výhradně na Bernardovi.

## Manželství, dědicové s smrt

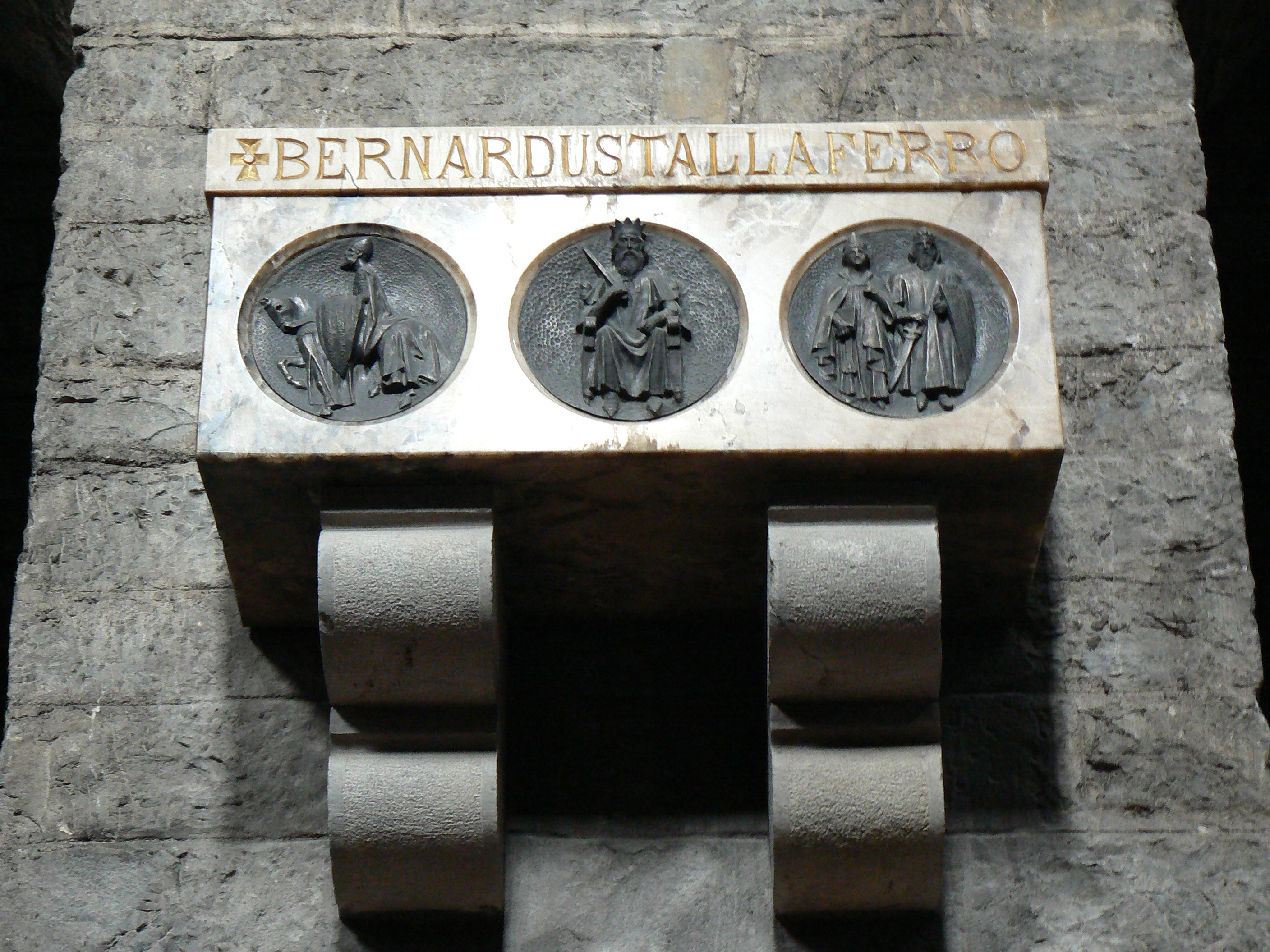
Renovovaný Bernardův hrob z devatenáctého století v klášteře Santa Maria de Ripoll.

Jak dosvědčují listiny, Bernard se v roce 992 oženil s Todou, také známou jako Adléta. Udělení majetku ze dne 27. března 1000 kostelu Santa Maria del Castell de Besalú se vztahuje na uxori mee Tota que vocant Azalatz (moje manželka Toda, které říkají Adléta) a další grant pro stejný kostel ze dne 1. března 1018, odkazuje na uxor mea Tota comitissa que vocatur Adalet (moje žena, hraběnka Toda, která se jmenuje Adléta). Manželé byli stálými patrony uvedeného kostela. Po zveřejnění Bernardovy závěti se o ní nikdy nemluvilo.
Podle moderní Europäische Stammtafeln mohla být Toda dcerou Viléma I. Provensálského. Předpokládá se, že právě jejím prostřednictvím se exotické byzantské jméno Konstancie, ženská obdoba jména Konstantin, dostalo do Španělska. Boso II. z Arles se oženil s Konstantní, zřejmě dcerou Karla Konstantina z Vienne a vnučkou císaře Ludvíka III. a Anny, dcery Leona VI. Moudrého. Bosonův syn Vilém I. Provensálský se oženil s Adlétou z Anjou. Pokud by Bernardova manželka byla skutečně Vilémovou dcerou nebo dcerou jeho syna Viléma II., vysvětlovalo by to jméno Bernardovy vlastní nejstarší dcery a možná jméno jisté Konstancie, manželky Sancha Garcése, nemanželského syna krále z Pamplony Garcíi a dcery jeho manželky Štěpánky z předchozího manželství snad s nejmenovaným synem Bernarda z Besalú.
Bernard se utopil v řece Rhôně při přechodu do hrabství Provence v roce 1020 a byl pohřben v klášteře Santa Maria de Ripoll. Bernardova závěť ze dne 26. září 1020 uvádí jeho děti Jindřicha, Huga, Berengara, Adlétu a Viléma, jeho manželku a bratra Olibu. Závěť byla zveřejněna jeho vdovou, jeho bratrem Olibou, synem Wifredem a třemi dalšími vykonavateli v listině ze 13. října, ale tato verze jmenuje jeho dcery a přidává jeho bratra Wifreda a jeho synovce, Wifredova syna a případného nástupce Raymonda I. Jeden z vykonavatelů jeho vůle byl právník Pons Bonfill. Bernard své mladší syny nechal pod vedením (in tuicione) jejich staršího bratra Viléma, který zdědil Besalú. Jeho druhý syn Wifred byl již biskupem z Besalú a svého třetího syna Jindřicha jmenoval nástupcem Wifreda v diecézi. Dva mladší Bernardovi synové, Hugo a Berengar, zdědili země strategicky umístěné na hranicích hrabství. I když byli uznáváni jako „spoludědicové“, tito mladší synové nikdy nebyli více než kasteláni a vazalové svého staršího bratra.
Bernardova nejstarší dcera Konstancie podle jeho vůle obdržela několik alodů. Ona mohla být Konstantní, také známou jako Velasquita, která se stala druhou manželkou Ermengola II. z Urgellu, jako součást hraběcí politiky posilování jeho vazeb s Besalú, které leželo mezi jeho krajem a mocnou Barcelonou. Další Bernardova dcera Adléta se provdala za Ponçe I. z Empúries, syna a dědice Huga I.; poté co ovdověla, vstoupila do kláštera Sant Pau. Možná dcera Garsenda (Garcinda), nejmenovaná v poslední vůli, se provdala za Berengara, vikomta z Narbonne.

## Bernard v legendě a eposu
Je historický vztah mezi Bernardem a katalánskou legendou o hraběti z Arnau. Arnau je tradičně postava Dona Juana, která vede sérii sexuálních styků s jeptiškami ze Sant Joan de les Abadesses. Abatyše v legendě, která se snaží zabránit Arnauovi ve vstupu do kláštera, se obvykle jmenuje Engelberga. V roce 1017 na Bernardovo naléhání papež Benedikt potlačil klášter, tehdy vedený Bernardovou sestrou Ingilbergou, kvůli nekontrolovatelné sexuální nemravnosti.
Katalánsky spisovatel Jacint Verdaguer čerpal z historického hraběte z Besalú pro svou fiktivní postavu hraběte Tallaferra, který figuruje jako hlavní hrdina v jeho eposu Canigó, ústředním díle katalánské Renaixençy.